# Ianthopsis nasicornis
Ianthopsis nasicornis är en kräftdjursart som beskrevs av Ernst Vanhöffen 1914. Ianthopsis nasicornis ingår i släktet Ianthopsis och familjen Acanthaspidiidae. Inga underarter finns listade i Catalogue of Life.